# الشوارع الخلفية (مسلسل 2011)
الشوارع الخلفية هو مسلسل تلفزيوني مصري عرض في شهر رمضان لعام 2011م، من بطولة ليلى علوي وجمال سليمان، سيناريو وحوار مدحت العدل ومن إخراج جمال عبد الحميد.
المسلسل مأخوذ عن رواية الشوارع الخلفية للكاتب عبد الرحمن الشرقاوي، وقد سبق تقديمها في السينما من قبل في فيلم الشوارع الخلفية والذي عرض عام 1974، وفي التلفزيون قدمت في مسلسل الشوارع الخلفية والذي عرض عام 1979.

## قصة المسلسل
يرفض الضابط شكري عبد العال (جمال سليمان) إطلاق النار على المتظاهرين ضد الاحتلال الإنجليزي، فعوقب وأحيل للتقاعد، ومع مرور الوقت يتمكن من العودة إلى عمله مرة أخرى لكنه يتعرض للموقف نفسه ويصبح مطالبًا من جديد بإطلاق النار على الطلاب المصريين في تظاهراتهم.

## طاقم العمل
- ليلى علوي: (سعاد)
- جمال سليمان: (الضابط شكري عبد العال)
- سامي العدل: (داود)
- جيهان فاضل: (عديلة)
- محمود الجندي: (أمين أفندي)
- محمد الصاوي: (عبده)
- ناصر سيف: (علاء التركي)
- أميرة نايف: (أنيسة)
- جيهان سلامة: (ألطاف)
- الشحات مبروك: (الأُسطى عبد الله)
- مريم حسن: (سميرة شكري)
- أحمد داود: (د.عبد العزيز)
- ميار الغيطي: (درية)
- حورية فرغلي: (ميمي)
- أحمد عزمي: (عبد الحكم الجراحي)
- ياسمين جمال: (رجاء)
- شادي خفاجة: (عبد اللطيف خليفة)
- فادي خفاجة
- ريهام جمال
- صبري عبد المنعم: (العمدة خليفة)
- ليلى جمال
- سناء شافع: (ناظر المدرسة)
- فهمي الخولي: (صفوت)
- عهدي صادق
- عفاف حمدي
- محمد فريد
- سامية أسعد: (شويكار)
- حسام فياض: (ميخائيل)
- طارق النهري
- أحمد مالك: (سعد داود)
- محمد شكري
- أحمد الشبراوي: (عطا الله)
- سارة إبراهيم: (ميرفت داود)
- أحمد يحيى
- ماهر محمود: (الشيخ عبد الحي)
- أحمد حبشي
- أحمد العبد
- محمد علاء الدين: (طفل)
- محمد سعيد: (طفل)
- سليم هاني: (طفل)
- أبو النصر فتحي: (علي - ابن سعاد)
- جنا عمرو: (فاتيما - ابنة سعاد)
- علي حمدي
- أحمد السلكاوي: (الأميرالاي عصمت ترك)